# Protapirus
Protapirus je vyhynulý rod lichokopytníka z čeledi tapírovití (Tapiridae). Z hlediska stratigrafického výskytu žil v období před asi 33,9–20 miliony lety, přičemž je rozeznáváno několik jeho druhů: P. aginensis, P. bavaricus, P. cetinensis, P. douvillei, P. gromovae, P. obliquidens, P. priscus a P. simplex.
Protapirus je pokládán za nejstaršího známého zástupce moderní čeledi tapírovitých, a nikoli dalších linií širšího kladu Tapiroidea. Zástupci rodu Protapirus nebyli tak velcí jako současní tapíři, pro což svědčí nepříliš robustní kosti končetin i relativně malé stoličky. V průběhu evoluce se u nich vyvíjí odvozená podoba horních zubů. Je možné, že jim – podobně jako současným tapírům – vyrůstal charakteristický chobotek, minimálně horní pysk byl oproti některým primitivnějším rodům (jako byl Heptodon) prodloužený.
Rod Protapirus se ve fosilním záznamu objevuje v souvislosti s událostí Grande Coupure. Oproti některým pozdějším rodům tapírovitých pocházejí nálezy připisované rodu Protapirus jak z Eurasie, tak ze Severní Ameriky. Je možné, že představují dvě nezávislé linie primitivních tapírů, které je tak lépe považovat za dva rody. Situaci komplikuje skutečnost, že se řada nálezů – zejména evropské provenience – omezuje na fragmentární materiál, zvláště zuby. Typový druh P. priscus (Filhol 1874) pochází z francouzského souvrství Quercy. Téměř kompletní lebka se dochovala k severoamerickému druhu P. simplex z nalezišť u White River.